# Archambaud II. (Périgord)
Archambaud II. Talleyrand († 1239) war ein Graf von Périgord aus dem Haus Périgord. Er war ein Sohn des Grafen Elias VII. († nach 1204) und dessen Ehefrau Margarete, einer Tochter des Vizegrafen Adémar V. von Limoges.
Im Jahr 1212 leistete Archambaud in Nemours den Lehnseid (homagium) gegenüber König Philipp II. August, womit er das von seinem Vater 1204 begründete direkte Vasallitätsverhältnis zur französischen Krone bekräftigte. Der damalige Herzog von Aquitanien, Johann Ohneland, akzeptierte diesen Akt nach seinen Niederlagen bei Roche-aux-Moines und Bouvines und der darauf folgenden vertraglichen Einigung mit dem König von Frankreich im Jahr 1214.
Archambaud schloss sich 1239 dem Kreuzzug der Barone unter der Führung des Grafen Theobald IV. von Champage (Theobald von Navarra) an und starb noch im selben Jahr.
Er war verheiratet mit einer namentlich unbekannten Frau, mit der er drei Kinder hatte:
- Elias VIII. († um 1247/51), Graf von Périgord
- Margarete
- Raymonde († nach 1238), Nonne in der Benediktinerabtei von Ligueux
- ? Boson von Grignols, der Ahn des Hauses Talleyrand-Périgord